# Joaquín Mendive
Joaquín Nicolás Mendive (Ezeiza, Buenos Aires, Argentina; 8 de agosto de 1996) es un futbolista profesional argentino que juega como arquero y su equipo actual es Tristán Suárez de la Primera B Nacional.

## Trayectoria

### Huracán
Realizó todas las divisiones inferiores en el Club Atlético Huracán hasta que en 2017 firmaría su primer contrato profesional. Estuvo la temporada 17-18 como arquero suplente

### Sacachispas
En julio de 2019 pasaría a préstamo a Sacachispas de la Primera B dónde lograría debutar en primera y consolidarse en el arco del Lila

### Regreso a Huracán
Volvería a Huracán a mediados de 2020

### Uai Urquiza
El 28 de agosto se confirma su traspaso a la UAI,actualmente se encuentra en la B Metro.

## Estadísticas
| Club                  | Div.                | Temporada           | Liga  | Liga  | Liga   | Copas Nacionales (1) | Copas Nacionales (1) | Copas Nacionales (1) | Copas Internacionales (2) | Copas Internacionales (2) | Copas Internacionales (2) | Total | Total  | Total | Medida goleadora(3) |
| Club                  | Div.                | Temporada           | Part. | Goles | Asist. | Part.                | Goles                | Asist.               | Part.                     | Goles                     | Asist.                    | Part. | Asist. |       | Medida goleadora(3) |
| --------------------- | ------------------- | ------------------- | ----- | ----- | ------ | -------------------- | -------------------- | -------------------- | ------------------------- | ------------------------- | ------------------------- | ----- | ------ | ----- | ------------------- |
| Sacachispas Argentina | 3.ª                 |                     |       |       |        |                      |                      |                      |                           |                           |                           |       |        |       |                     |
| Sacachispas Argentina | 3.ª                 | 2019-20             | 21    | 0     | 0      | 0                    | 0                    | 0                    | 0                         | 0                         | 0                         | 21    | 0      | 0     |                     |
| Sacachispas Argentina | Total club          | Total club          | 21    | 0     | 0      | 0                    | 0                    | 0                    | 0                         | 0                         | 0                         | 21    | 0      | 0     | 0,00                |
| Total en su carrera   | Total en su carrera | Total en su carrera | 21    | 0     | 0      | 0                    | 0                    | 0                    | 0                         | 0                         | 0                         | 21    | 0      | 0     | 0,00                |